# ペコス・ビル
ペコス・ビル(Pecos Bill)は、アメリカ合衆国の伝説上のカウボーイである。西部開拓時代を舞台としたホラ話によく登場する。日本語では、ペイコス・ビルと表記する場合もある。テキサス州などの南西部に古くから伝わる話で、彼は西部開拓時代の最強の英雄の一人である。 彼にはスルーフット・スーという妻もいる。

## 概要
次のような特徴を語られる。
- コヨーテに育てられた。
- 身長が2メートル以上ある。
- 気は優しくて力持ち。
- 投げ縄の腕は超一流。
- 鞭として、ガラガラヘビを使っている。
- 投げ縄で竜巻を捕まえた。
- 竜巻を野生馬のように乗りこなした。
- リオ・グランデ川を掘った。
- カウボーイの歌を作った。
- 愛馬の名前は、ウィドウメーカー (Widowmaker、直訳すれば「未亡人作り」だがこれはウィドウメーカーに乗ろうとした人間が皆殺され、妻だけが残ったことから)。
- 恋人の名前は、スルーフット・スー (Slue-Foot Sue), 彼女は巨大なナマズに乗ってリオ・グランデを下った。彼女を見たとき、彼は群れで釣りをしていた。

## 参考書籍
- ほら話の中のアメリカ - 愉快な英雄たちの痛快伝説でつづるアメリカの歴史 ISBN 9784590011912